# Style de Sambor

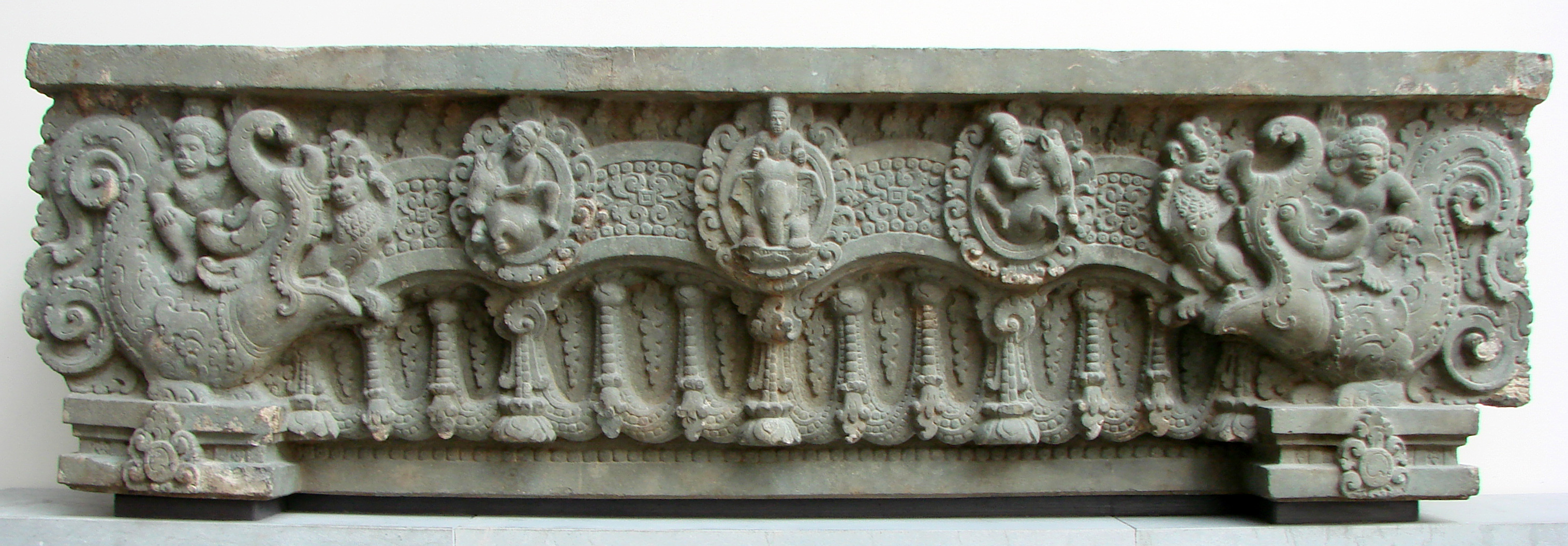
Linteau dans le style de Sambor Prei Kuk (Musée Guimet, Paris) : Makaras affrontés séparés par 4 arches et 3 médaillons.

L'expression Style de Sambor, ou Style de Sambor Prei Kuk, désigne une des premières périodes de l'art khmer d'Asie du Sud-Est, à l'époque du royaume du Chenla (s'étendant sur le Cambodge actuel et le Sud du Viêt Nam et de la Thaïlande). Ce style tire son nom du complexe de Sambor Prei Kuk, premier grand ensemble architectural khmer, composé de tours-sanctuaires réunies dans une enceinte, et qui date du début du VIIe siècle (règne d'Içanavarman). On considère qu'il se termine vers 635 ou 650.
Les œuvres de cette période rappellent beaucoup l'art hindou. La sculpture offre un intérêt artistique plus grand que l'architecture ; elle est surtout représentée par des statues, influencées en partie par l'art gupta qui représente le plus souvent Vishnou ou la divinité connue sous le nom de Hari-Hara, association de Vishnou et de Çiva.
À la fin du VIIIe siècle, le roi Jayavarman II, venu de l'île de Java, introduit au Cambodge le culte de Devarâja ; à cette époque apparaît également le concept de « Montagne du Monde » dans l'architecture cambodgienne : la montagne, naturelle ou artificielle, axe de l'univers, est incorporée au temple. Simplifié au début, le plan deviendra progressivement plus complexe : tour centrale et tours secondaires édifiées sur une vaste plate-forme entourée de gradins.